# 臺灣文社
臺灣文社是1918年10月於台灣霧峰創設的漢文詩社，為台灣日治時期重要的漢文詩社，主要的創社成員為林幼春和蔡惠如，意圖延續臺灣的漢文傳統。

## 成立原因
1918年9月20日，清水的鰲西詩社與中臺地區的櫟社聯吟詩句，皆有感漢文的傳承遭遇危機。兼具兩社會員身分的蔡惠如，希望有所突破，開始與社員一同籌備臺灣文社成立事宜。同年12月，於第一臺中座（約略是臺中市中正路80號）舉辦臺灣文社成立大會，由傅錫祺、蔡惠如、林幼春、林子瑾、鄭汝南、林獻堂、陳聯玉、陳懷澄、林載釗、陳滄玉、陳基六、莊伊若等十二人發起。定設址於臺中州臺中市花園町五丁目五六番地（今台中市東區振興里信義街上）。據點同時設立文庫，提供購讀報刊雜誌等功能。
1919年1月發刊，《臺灣文藝叢誌》創刊之〈臺灣文社設立之旨趣〉，同期所載〈臺灣文社規則〉中指出本社以「鼓吹文運，研究文章詩詞，互通學者聲氣」為宗旨。1919年10月19日，社員大會於臺中座召開，選舉理事等林幼春等27人，評議員洪棄生等38人。中部重要的漢文界人士都參與其中。

## 刊物
《臺灣文藝叢誌》為臺灣文社的機關刊物，也是臺灣首份漢文雜誌。創刊於1919的新年元旦，約1925年結束發刊。從1919年發刊開始到1926年停刊，發刊形式歷經月刊、旬報，再回到月刊，發行時間約7年。

### 思想特色
面對殖民政府的壓迫，以及現代化的教育改革。古典漢文人重新思索「漢文」的意義，因此多以漢文為形式，除了介紹、創作古典漢文之外，亦有新學的介紹專欄。呈現古典文人面對新時代的應變策略。另外，為了避免官方干預，強調刊登皆為文學作品，不列入任何涉及政治的作品。

### 專欄內容
《臺灣文藝叢誌》雖以古典散文為倡議之首務，專欄內容多元。專欄「文壇」，可見詩文集的序文、文人相互應和的祝壽文。由此可知當時古典文人的交誼。而「詞苑欄」則呈現各詩社依課題創作，可見當時詩社的互動網絡。亦有重刊過往文人的詩作，保留過往臺灣古典漢文的重要作品。:44-46其中不乏趣味之作，時常模擬古人口吻，借古諷今，也針砭時事。:48另外也不時翻譯國外的文獻，如第一年的一至八號刊載《德國史略》，原文是英國人 John Finnemore 於 1913 年出版的 Germany from the Peeps at History Series，由林少英翻譯成古典漢文。:8